# Unterseeboot 404
L'U-404 est un Unterseeboot type VII utilisé par la Kriegsmarine pendant la Seconde Guerre mondiale.
Le sous-marin est commandé le 23 septembre 1939 à Dantzig (Danziger Werft), sa quille est posée le 4 juin 1940, il est lancé le 4 juin 1941 et mis en service le 6 août 1941, sous le commandement du Kapitänleutnant Otto von Bülow.
Il commence ses activités le 1er octobre 1941. L'U-404 coule en tout quatorze navires marchands pour un total de 71 450 tonneaux, un navire de guerre de 1 120 tonnes et endommage deux navires marchands pour un total de 16 689 tonneaux au cours des huit patrouilles qu'il effectue. Le sous-marin participe à douze Rudeltaktik. Il est visuellement identifiable par sa couleur rouge peinte sur la proue de chaque côté du kiosque, qui lui donne une allure de chaloupe Viking.
Pour ses nombreux succès, von Bülow reçoit la Croix de Chevalier.

## Conception
Unterseeboot type VII, l'U-404 avait un déplacement de 769 tonnes en surface et 871 tonnes en plongée. Il avait une longueur totale de 67.10 m, un maitre-bau de 6,20 m, une hauteur de 9,60 m, et un tirant d'eau de 4,74 m. Le sous-marin était propulsé par deux hélices, deux moteurs Diesel M6V 40/46 de six cylindres produisant un total de 2 060 à 2 350 kW en surface et de deux moteurs électriques Siemens-Schuckert GU 343/38-8 produisant un total 550 kW, en plongée. Le sous-marin avait une vitesse en surface de 17,7 nœuds (32,8 km/h) et une vitesse de 7,6 nœuds (14,1 km/h) en plongée. Immergé, il avait un rayon d'action de 80 milles marins (150 km) à quatre nœuds (7,4 km/h, 4,6 milles par heure), en surface, son rayon d'action était de 8 500 milles nautiques (soit 15 700 km) à dix nœuds (19 km/h).
L'U-404 était équipé de cinq tubes lance-torpilles de 53,3 cm (quatre montés à l'avant et un à l'arrière) et contenait quatorze torpilles. Il était équipé d'un canon de 8,8 cm SK C/35 (220 coups) et d'un canon anti-aérien de 20 mm Flak. Son équipage comprenait 51 sous-mariniers.

## Historique
Il quitte Kiel pour sa première patrouille du 17 janvier au 1er février 1942. Son périscope est endommagé lors d'une attaque aérienne. Il rentre à la base de Lorient après 16 jours en mer.
Sa deuxième patrouille du 14 février au 4 avril 1942, soit cinquante jours en mer, se passe au large de l'Amérique du Nord. Il coule trois navires pour 22 653 tonneaux.

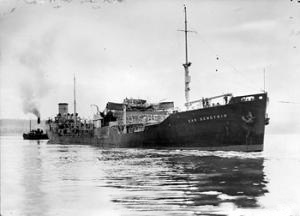
Le San Demetrio avant son torpillage par lU-404, en 1942

Sa troisième patrouille du 6 mai au 14 juillet 1942, sois 70 jours en mer, se déroule au large de la côte Américaine. Il coule quatre navires marchands pour 31 061 tonneaux.
Il quitte Saint-Nazaire pour sa quatrième patrouille du 23 août au 13 octobre 1942, soit 52 jours en mer. Il coule trois navires dans l'Atlantique.
Sa cinquième patrouille du 21 décembre 1942 au 6 février 1943, sois 44 jours en mer, se déroule dans l'océan Atlantique à la recherche de cibles. Il revient à Saint-Nazaire sans aucun succès.
Pendant sa sixième patrouille, d'une durée de 44 jours, il coule trois navires totalisant 17 736 tonneaux.
L'U-404 quitte Saint-Nazaire lors de sa septième patrouille, avec un nouveau commandant, le 24 juillet 1943. Cinq jours plus tard, il est coulé à la position géographique 45° 53′ N, 9° 25′ O par des charges de profondeur de trois Consolidated B-24 Liberator américains et britannique. L'un des trois perd un moteur pendant l'attaque, par des tirs des canons anti-aériens de l'U-Boot. 
Les 51 membres d'équipage meurent dans cette attaque.

### Meutes (ou groupes de combat)
L'U-404  prend part à douze Rudeltaktik (meutes de loups gris) :
- Schlei (21-24 janvier 1942)
- Hecht (8-11 mai 1942)
- Pfadfinder (23-27 mai 1942)
- Stier (29 août – 2 septembre 1942)
- Vorwärts (2-26 septembre 1942)
- Luchs (27-29 septembre 1942)
- Letzte Ritter (29 septembre – 1er octobre 1942)
- Falke (28 décembre 1942 – 19 janvier 1943)
- Lansquenet (19-28 janvier 1943)
- Sans nom (27-30 mars 1943)
- Adler (7-13 avril 1943)
- Meise (13-20 avril 1943)
- Specht (21-25 avril 1943)

## Affectations
- 6. Unterseebootsflottille du 6 août 1941 au 1er janvier 1942 (Flottille d'entraînement).
- 6. Unterseebootsflottille du 2 janvier 1942 au 28 juillet 1943 (Flottille de combat).

## Commandement
- Kapitänleutnant Otto von Bülow du 6 août 1941 au 19 juillet 1943
- l'Oberleutnant zur Voir Adolf Schönberg du 20 juillet 1943 au 28 juillet 1943

## Patrouilles
|       | Commandant             | Départ           | Départ        | Arrivée          | Arrivée       | Jours     | Succès   |
| ----- | ---------------------- | ---------------- | ------------- | ---------------- | ------------- | --------- | -------- |
| 1     | Kptlt. Otto von Bülow  | 17 janvier 1942  | Kiel          | 1er février 1942 | Lorient       | 16 jours  |          |
| 2     | Kptlt. Otto von Bülow  | 14 février 1942  | Lorient       | 4 avril 1942     | Brest         | 50 jours  | 22 653   |
| 3     | Kptlt. Otto von Bülow  | 6 mai 1942       | Brest         | 14 juillet 1942  | Saint-Nazaire | 70 jours  | 31 061   |
| 4     | Kptlt. Otto von Bülow  | 23 août 1942     | Saint-Nazaire | 13 octobre 1942  | Saint-Nazaire | 52 jours  | 17 809   |
| 5     | Kptlt. Otto von Bülow  | 21 décembre 1942 | Saint-Nazaire | 6 février 1943   | Saint-Nazaire | 48 jours  |          |
| 6     | Kptlt. Otto von Bülow  | 21 mars 1943     | Saint-Nazaire | 3 mai 1943       | Saint-Nazaire | 44 jours  | 17 736   |
| 7     | Kptlt. Adolf Schönberg | 24 juillet 1943  | Saint-Nazaire | 28 juillet 1943  | coulé         | 5 jours   |          |
| Total | Total                  | Total            | Total         | Total            | Total         | 285 jours | 89 259 t |

## Navires coulés
| Date              | Nom                | Nationalité | Tonnage | Fait      |
| ----------------- | ------------------ | ----------- | ------- | --------- |
| 5 mars 1942       | Collamer           | États-Unis  | 5 112   | coulé     |
| 13 mars 1942      | Tolten             | Chili       | 1 858   | coulé     |
| 14 mars 1942      | Lemuel Burrows     | États-Unis  | 7 610   | coulé     |
| 17 mars 1942      | San Demetrio       | Royaume-Uni | 8 073   | coulé     |
| 30 mai 1942       | Aloca Shipper      | États-Unis  | 5 491   | coulé     |
| 1er juin 1942     | West Notus         | États-Unis  | 5 492   | coulé     |
| 3 juin 1942       | Anna               | Suède       | 1 345   | coulé     |
| 24 juin 1942      | Ljubica Matokovic  | Yougoslavie | 3 289   | coulé     |
| 25 juin 1942      | Manuda             | États-Unis  | 4 772   | coulé     |
| 25 juin 1942      | Nordal             | Panama      | 3 845   | coulé     |
| 27 juin 1942      | Moldanger          | Norvège     | 6 827   | coulé     |
| 11 septembre 1942 | Marit II           | Norvège     | 7 141   | endommagé |
| 12 septembre 1942 | Daghild            | Norvège     | 9 272   | endommagé |
| 26 septembre 1942 | HMS Veteran        | Royal Navy  | 1 120   | coulé     |
| 29 mars 1943      | Nagara             | Royaume-Uni | 8 791   | coulé     |
| 30 mars 1943      | Empire Bowman      | Royaume-Uni | 7 031   | coulé     |
| 12 avril 1943     | Lancastrian Prince | Royaume-Uni | 1 914   | coulé     |